# Alberto de Jesús Benítez
Alberto Jesús Benítez Flórez (Gobernador Crespo, 22 de enero de 1951-20 de septiembre de 2016), conocido como El Tigre, fue un futbolista que jugaba en la posición de extremo izquierdo pero muy pegado a la raya de banda. Dejó una gran imagen en Colombia y se convirtió en ídolo del Deportivo Cali, anotando 136 goles, 13 de ellos por Copa Libertadores, en 293 partidos. Solo lo supera Jorge Ramírez Gallego.

## Inicios
Producto de Banfield, equipo con el cual debutó en la Primera División de Argentina en el año 1972. Vendido al Deportivo Cali, jugando de 1975 a 1982 siendo un ídolo para la afición. Durante la mayor parte de su carrera fue el goleador del Deportivo Cali de Colombia, con el que jugó 293 partidos y convirtió 136 goles, y con el que fue subcampeón de la Copa Libertadores de América, en 1978. En 1982 regresó a su patria para jugar con Estudiantes de la Plata, Quilmes, Racing Club, Los Andes y se retiró estando en el Ferro Carril Oeste.

## Muerte
El martes 20 de septiembre de 2016 se conoció que falleció el argentino Alberto de Jesús el 'Tigre' Benítez, por complicaciones de la Enfermedad de Alzheimer.

## Clubes
| Club                    | País      | Año         |
| ----------------------- | --------- | ----------- |
| Banfield                | Argentina | 1971-1973   |
| Deportivo Cali          | Colombia  | 1975 - 1982 |
| Estudiantes de La Plata | Argentina | 1983        |
| Quilmes                 | Argentina | 1984        |
| Racing                  | Argentina | 1984        |
| Los Andes               | Argentina | 1985        |
| Ferro de General Pico   | Argentina | 1986 - 1987 |